# Kamoda Kōji
Kamoda Kōji (fl. XX secolo) è stato un regista giapponese.
È stato assistente regista in una trentina di film, regista, produttore, sceneggiatore ed attore. Riscosse un discreto successo negli anni cinquanta e sessanta per i film in bianco e nero. Recitò per il regista Kōzō Saeki.

## Filmografia

### Regista
- Joshû gômon seme (1998)

### Attore
- Immoral: midarana kankei (1995)

### Sceneggiatore
- Nureta yokujo: Tokudashi nijuichi nin (1974)
- Koibito-tachi wa nureta (1973)

### Produttore
- Kyogoku shinju (1997)
- Immoral: midarana kankei (1995)